# Fouad Lahssaini
Fouad Lahssaini (Casablanca, Marokko, 19 maart 1957) is een voormalig Belgisch politicus voor Ecolo.

## Levensloop
Lahssaini werd geboren in Marokko. In de jaren 1970 migreerde hij om economische redenen naar België. Begin jaren '90 verkreeg hij tevens de Belgische nationaliteit.
Vanaf 1980 was Lahssaini sociaal werker in de sociaal-culturele sector in Brussel. In 1986 studeerde hij af als licentiaat in psychologische en pedagogische wetenschappen aan de ULB. Beroepshalve werd hij psycholoog en familietherapeut, alsook lesgever interculturele communicatie in het onderwijs voor sociale promotie.
Lahssaini trad toe tot de partij Ecolo en was voor deze partij van 1997 tot 1999 gemeenteraadslid van Watermaal-Bosvoorde. Vervolgens zetelde hij juni 1999 tot juni 2004 in de Raad van het Brussels Hoofdstedelijk Gewest en het Parlement van de Franse Gemeenschap. In het eerste parlement was Lahssaini lid van de commissie Binnenlandse Zaken en Lokale Besturen, in de tweede assemblee zetelde hij van 1999 tot 2001 in de commissie Onderwijs en was hij van 2001 tot 2004 ondervoorzitter commissie Gezondheid, Sociale Zaken, Sport en Jeugdhulp. Na zijn eerste periode als parlementslid was Lahssaini van 2004 tot 2007 voorzitter van CNCD-11.11.11, de Franstalige koepel van de Noord-Zuidbeweging. 
Van juni 2007 tot juni 2010 zetelde Lahssaini voor de kieskring Brussel-Halle-Vilvoorde in de Kamer van volksvertegenwoordigers. Hij was er lid van de commissie Binnenlandse Zaken. Bij de federale verkiezingen van juni 2010 was hij eerste opvolger in deze kieskring. In maart 2012 kwam hij opnieuw in de Kamer terecht ter opvolging van Olivier Deleuze,  om er tot in mei 2014 te zetelen. Vervolgens verliet hij de actieve politiek.